# Montezuma Castle, Arizona

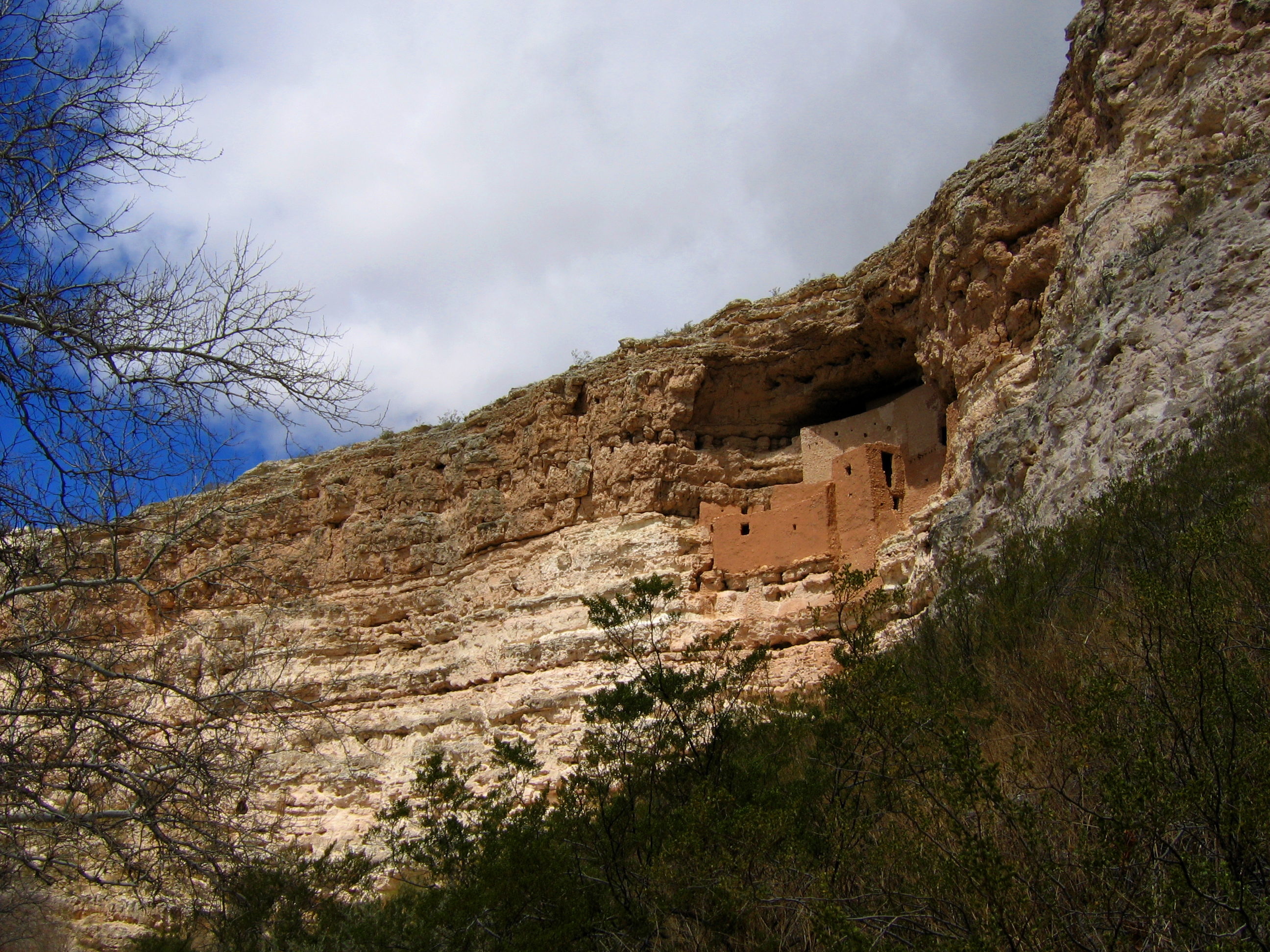
Montezuma Castle

Montezuma Castle är en tusen år gammal bosättning i en klippa i delstaten Arizona i USA. Den har 45-60 rum. Den antas ha tillhört Sinaguakulturen.